# Kamandar Madzhídov
Kamandar Bafalíyevich Madzhídov –en ruso, Камандар Бафалиевич Маджидов; en bielorruso, Камандар Бафаліевіч Маджыдаў, Kamandar Bafaliyevich Madzhydau– (Dmanisi, URSS, 17 de octubre de 1961) es un deportista bielorruso de origen azerbaiyano que compitió para la Unión Soviética en lucha grecorromana.
Participó en dos Juegos Olímpicos de Verano, obteniendo una medalla de oro en Seúl 1988, en la categoría de 62 kg, y el cuarto lugar en Atlanta 1996.
Ganó cuatro medallas en el Campeonato Mundial de Lucha entre los años 1986 y 1993, y cuatro medallas en el Campeonato Europeo de Lucha entre los años 1984 y 1993.
Se retiró de la competición en 1996. Posteriormente, trabajó como entrenador de las selecciones nacionales de Bielorrusia, Kazajistán, Grecia y Turquía. Fue condecorado con la Orden de la Amistad de los Pueblos y la Medalla de la Distinción Laboral.

## Palmarés internacional
| Representando a la URSS     |                            |                   |           |
| Juegos Olímpicos            |                            |                   |           |
| Año                         | Lugar                      | Medalla           | Categoría |
| 1988                        | Seúl (Corea del Sur)       | Medalla de oro    | 62 kg     |
| Campeonato Mundial          |                            |                   |           |
| Año                         | Lugar                      | Medalla           | Categoría |
| 1986                        | Budapest (Hungría)         | Medalla de oro    | 62 kg     |
| 1987                        | Clermont-Ferrand (Francia) | Medalla de plata  | 62 kg     |
| 1989                        | Martigny (Suiza)           | Medalla de oro    | 62 kg     |
| Campeonato Europeo          |                            |                   |           |
| Año                         | Lugar                      | Medalla           | Categoría |
| 1984                        | Jönköping (Suecia)         | Medalla de oro    | 62 kg     |
| 1985                        | Leipzig (RDA)              | Medalla de oro    | 62 kg     |
| 1991                        | Aschaffenburg (Alemania)   | Medalla de oro    | 68 kg     |
| Representando a Bielorrusia |                            |                   |           |
| Campeonato Mundial          |                            |                   |           |
| Año                         | Lugar                      | Medalla           | Categoría |
| 1993                        | Estocolmo (Suecia)         | Medalla de plata  | 68 kg     |
| Campeonato Europeo          |                            |                   |           |
| Año                         | Lugar                      | Medalla           | Categoría |
| 1993                        | Estambul (Turquía)         | Medalla de bronce | 68 kg     |